# 北阿克爾
北阿克爾（挪威語：Nordre Aker）是挪威首都奧斯陸的一個區。北阿克爾在1948年劃入奧斯陸市區。北阿克爾有人口43843人，是奧斯陸人口第五多的區。